# МИН НЕТ
МИН НЕТ је вероватно први графит који се појавио на зидовима Београда непосредно по ослобођењу 20. октобра 1944. Изговара се „Мин њет“ и на руском језику значи „нема мина“. 
Немачки војници су током повлачења из Београда на много места, нарочито по стамбеним зградама, остављали мине изненађења од којих су гинули пре свега цивили. Деминери Црвене армије су систематски прегледали зграде и по прегледу фарбом на фасадама зграда исписивали наведену поруку уз ознаку јединице или тима који је вршио преглед. 
Ти натписи су остојали на фасадама зграда у Београду још дуго времена, најмање петнаестак година, а потом су рушењем старих зграда или поправком фасада полако нестали.